# Copa do Mundo de Futebol Americano de 2015 - Qualificação das Américas
A zona pan-americana das qualificações para a Copa do Mundo de Futebol Americano de 2015 foi disputada por duas seleções nacionais filiadas à Federação Pan-Americana de Futebol Americano (PAFAF) competindo por uma vaga. O processo de qualificação marca a estreia em campeonatos oficiais de Panamá e Brasil.

## Partida
| Equipe 1 | Placar  | Equipe 2 |
| -------- | ------- | -------- |
| Panamá   | 14 - 26 | Brasil   |